# Zoramia perlita
Zoramia perlita is een straalvinnige vissensoort uit de familie van kardinaalbaarzen (Apogonidae). De wetenschappelijke naam van de soort is voor het eerst geldig gepubliceerd in 1985 door Fraser & Lachner.